# Juranville
Juranville – miejscowość i gmina we Francji, w Regionie Centralnym, w departamencie Loiret.
Według danych na rok 1990 gminę zamieszkiwały 373 osoby, a gęstość zaludnienia wynosiła 24 osoby/km² (wśród 1842 gmin Centre, Juranville plasuje się na 777. miejscu pod względem liczby ludności, natomiast pod względem powierzchni na miejscu 859.).